# Desmos
A Desmos egy fejlett grafikus számológép, amelyet webalkalmazásként és JavaScript nyelven írt mobilalkalmazásként valósítanak meg. Eli Luberoff, a Yale Egyetem matematika és fizika szakon végzett hallgatója alapította. Startupként indult a TechCrunch Disrupt New York konferenciáján 2011-ben. 2012 szeptemberében, körülbelül 1 millió USD finanszírozást kapott a Kapor Capitaltól, a Learn Capitaltól, a Kindler Capitaltól, az Elm Street Ventures-től és a Google Ventures-től. Az alkalmazás egyenletek és egyenlőtlenségek ábrázolása mellett képes listák,  regresszió, interaktív változók megjelenítése, függvénygrafikon ábrázolására, akár korlátozva azt egy intervallumra. Függvényábrázolásnál a polárkoordináták használatára is képes. Több nyelven is használható.
A felhasználók fiókokat hozhatnak létre, és elmenthetik az általuk létrehozott grafikonokat és diagramokat. Ezután egy állandó hivatkozás generálható, amely lehetővé teszi a felhasználók számára, hogy megosszák grafikonjaikat. Több ilyen elkészült grafikon a csapat által kiemelésre került már.  Ezeket a nyitólapon találjuk. Az eszköz előre programozva 36 különböző példagrafikonnal érkezik, hogy az új felhasználókat megkönnyítse az indulást.
A Desmos grafikus számológép módosított változatát olyan  teszteknél is használták már, mint például a Texas állambeli tanulmányi felkészültségi teszt, a virginiai tanulási standardok (SOL), és a kaliforniai tanulói teljesítmény és fejlődés értékelése (CAASPP). Ezen túlmenően egy tanári fiókon keresztül is létrehozhatók az osztálytermi tevékenységmodulok, amelyek lehetővé teszik az oktatók számára, hogy valós időben tekintsék meg a tanulók munkáját és válaszait.
A számológép másik sajátos felhasználási módja a grafikai alkotások létrehozása, amely egyenleteken és egyenlőtlenségeken keresztüli görbemodellezés kidolgozott használatával jár. Egy másik felhasználási terület a zenélés a számológép automatikus nyomkövetési funkciójával. 2017 áprilisától a Desmos egy böngészőalapú 2D -s interaktív geometriai eszközt is kiadott, amely támogatja a pontok, vonalak, körök és sokszögek ábrázolását.
A Desmos név a görög δεσμός szóból ered, ami köteléket vagy nyakkendőt jelent.

## Fordítás
- Ez a szócikk részben vagy egészben  a   Desmos (graphing) című angol Wikipédia-szócikk ezen változatának fordításán alapul.  Az eredeti cikk szerkesztőit annak laptörténete sorolja fel. Ez a jelzés csupán a megfogalmazás eredetét és a szerzői jogokat jelzi, nem szolgál a cikkben szereplő információk forrásmegjelöléseként.